# Pompa di carica

Pompa di carica di Dickson con diodi

Pompa di carica di Dickson con MOSFETs

La pompa di carica o charge pump è un circuito elettronico che usa dei condensatori per immagazzinare energia in maniera da ottenere delle sorgenti con tensioni più elevate o più basse di quelle disponibili dall'alimentazione. Le pompe di carica sono caratterizzate da alta efficienza, a volte anche del 90-95%.
Le pompe di carica sono dei dispositivi che possono commutare le connessioni ai morsetti di un condensatore. Per esempio, per generare una tensione più elevata, per prima cosa si collega la capacità a una certa differenza di potenziale e la si carica. Successivamente, la capacità viene disconnessa dal terminale con cui è stata caricata ed è riconnessa con il suo terminale negativo alla tensione positiva con cui è stata caricata.
Poiché la capacità mantiene la tensione ai suoi capi (ignorando gli effetti di perdita o leakage) il terminale positivo è sommato all'originale, raddoppiando effettivamente la tensione. La natura impulsiva dell'uscita a tensione più elevata è tipicamente filtrata da un'ulteriore capacità in uscita.
I dispositivi a pompa di carica tipicamente lavorano con frequenze di commutazione comprese tra le decine di kilohertz fino a svariati megahertz per minimizzare il valore della capacità necessaria. Il condensatore usato nella pompa di carica è tipicamente chiamato flying capacitor.
Un altro modo per spiegare il funzionamento della pompa di carica è considerarla come una combinazione di un convertitore DC con un convertitore AC (i commutatori) seguito da un moltiplicatore di tensione.
La tensione è dipendente dal carico: carichi più elevati causano tensioni medie più basse.
Le pompe di carica possono raddoppiare, triplicare, dimezzare, invertire tensioni ma anche moltiplicarle o scalarle per fattori frazionari come x3/2, x4/3, x2/3 etc. È possibile generare delle tensioni arbitrarie, a seconda del controllore e della topologia del circuito.

## Pompa di carica nelle PLL
Il termine "pompa di carica" è usato anche nelle PLL, ma il circuito a cui si riferisce è diverso. In alcuni tipi di PLL la differenza di fase tra un segnale di riferimento (tipicamente un oscillatore al quarzo) e il segnale di uscita è trasformata in due segnali chiamati UP e DOWN. Questi due segnali controllano dei commutatori che permettono di incanalare una corrente verso una capacità oppure no, facendone aumentare o diminuire la tensione ai capi. In ogni periodo, il tempo durante il quale l'interruttore è aperto è proporzionale alla differenza di fase, quindi la carica portata sul condensatore è anch'essa proporzionale alla differenza di fase. La capacità permette di addolcire le variazioni improvvise della tensione e assicurare la stabilità del sistema. La tensione sulla capacità è usata per controllare un VCO, generando un segnale di uscita alla frequenza voluta. La pompa di carica nel progetto di una PLL fa parte di un chip insieme agli altri circuiti, e comprende transistor di pull-up e di pull-down, capacità e resistenze integrate.

## Applicazioni
- Un'applicazione comune per le pompe di carica è nello standard RS-232, dove vengono usate per ottenere tensioni positive e negative di +10 e -10 volt da una tensione di alimentazione di 5 o 3 volt;
- Le pompe di carica sono usate anche nella tecnologia LCD e nei driver dei LED bianchi, per generare alte tensioni di polarizzazione da una tensione di alimentazione singola, come quella prodotta da una batteria;
- Le pompe di carica sono un componente chiave nelle EEPROM e nelle memorie Flash. Questi dispositivi necessitano infatti di impulsi ad alta tensione per cancellare ogni dato esistente in una particolare cella di memoria prima di poter scrivere un nuovo valore. I primi dispositivi di tipo Flash e EEPROM necessitavano di due tensioni di alimentazione: +5V per la lettura e +12V per la cancellazione. Dal 2007 sono disponibili in commercio memorie sia di tipo Flash che EEPROM che necessitano di un'unica tensione di alimentazione, tipicamente 1.8 o 3.3 volt. È necessaria una tensione più elevata per cancellare le celle, ma può essere generata da una pompa di carica integrata sul chip.